# Poissons
Poissons ist eine französische Gemeinde mit 611 Einwohnern (Stand: 1. Januar 2022) im Département Haute-Marne in der Region Grand Est. Die Gemeinde gehört zum Arrondissement Saint-Dizier und zum Kanton Poissons. Ihre Einwohner werden Picheneilles genannt.

## Geografie
Poissons liegt etwa 28 Kilometer südsüdöstlich von Saint-Dizier am Fluss Rongeant. Umgeben wird Poissons von den Nachbargemeinden Suzannecourt im Norden und Nordwesten, Montreuil-sur-Thonnance im Norden und Nordosten, Sailly im Osten und Nordosten, Noncourt-sur-le-Rongeant im Osten sowie Saint-Urbain-Maconcourt im Süden und Westen.

## Bevölkerungsentwicklung
| Jahr                       | 1962 | 1968 | 1975 | 1982 | 1990 | 1999 | 2006 | 2019 |
| -------------------------- | ---- | ---- | ---- | ---- | ---- | ---- | ---- | ---- |
| Einwohner                  | 742  | 732  | 720  | 747  | 732  | 747  | 728  | 632  |
| Quellen: Cassini und INSEE |      |      |      |      |      |      |      |      |

## Sehenswürdigkeiten
- Kirche Saint-Aignan aus dem 16. Jahrhundert
- Reste der abgetragenen Kirche Saint-Amans
- Schloss Riaucourt aus dem 17./18. Jahrhundert
- Mühle

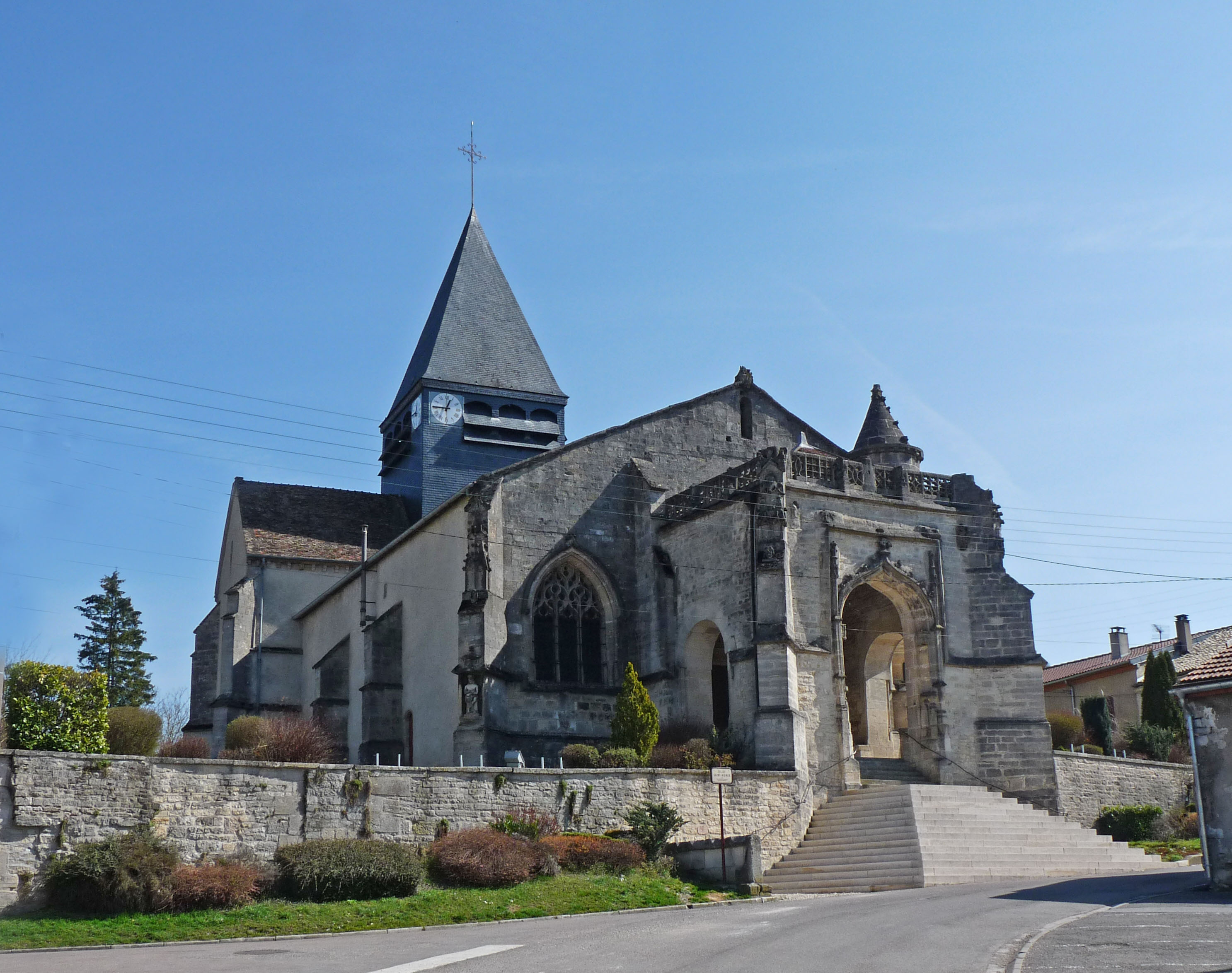
Kirche Saint-Aignan
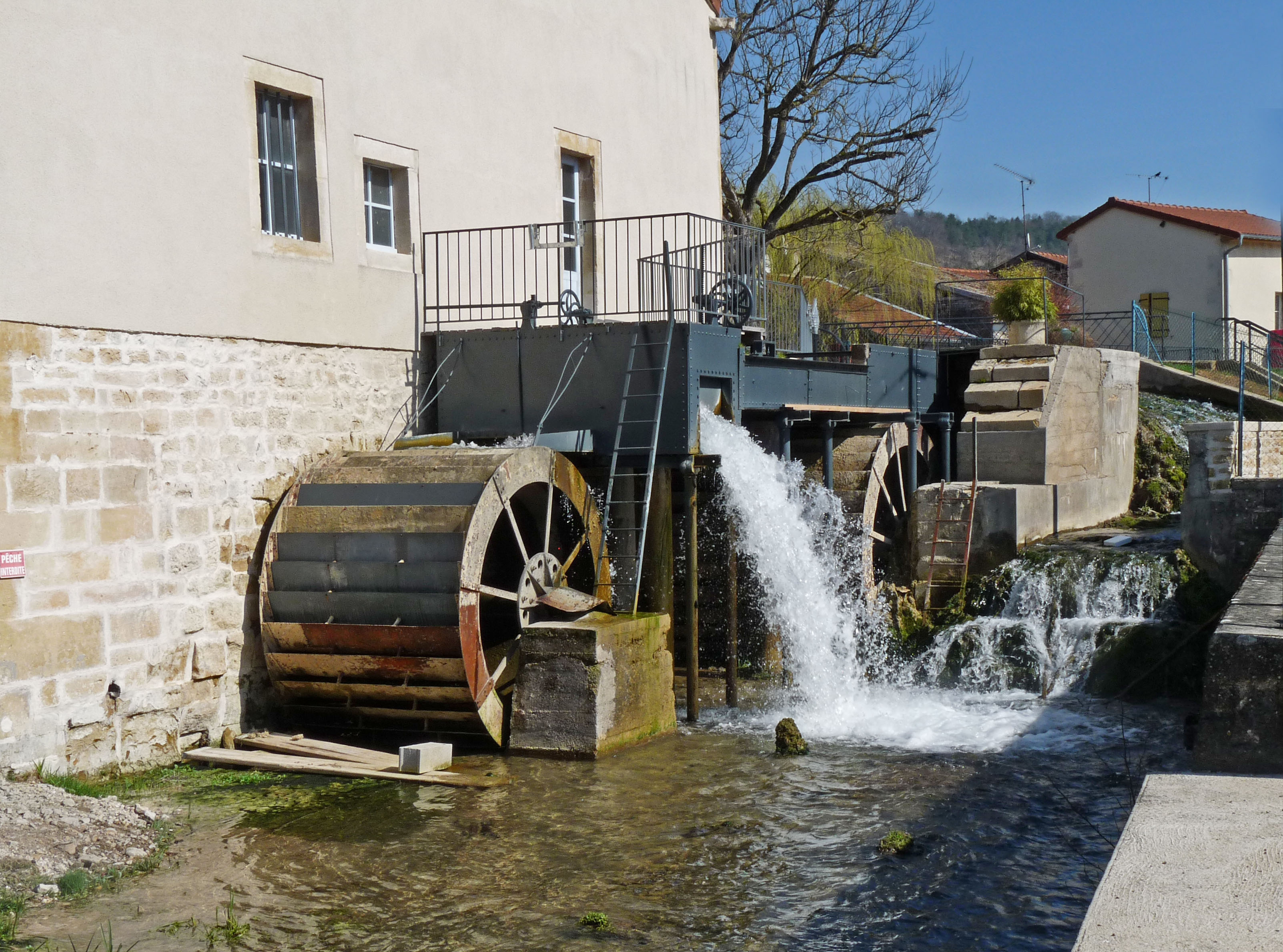
Mühle

## Gemeindepartnerschaft
Mit der französischen Gemeinde Avril im Département Meurthe-et-Moselle besteht eine Partnerschaft.

## Persönlichkeiten
- Maurice Floquet (1894–2006), längster überlebender Veteran des Ersten Weltkrieges
- Claude Ballif (1924–2004), Komponist